# Shilpa Anand
Shilpa Anand (acum Ohanna Shivanand; n. 10 decembrie 1982, Africa de Sud) este un model indian, actriță de televiziune și de film.